# 藤原紀香の1ボトル
『藤原紀香の1ボトル』（ふじわらのりかのワンボトル）は、2006年8月20日（日曜） 24:15 - 25:15と2007年1月2日（火曜） 23:55 - 24:55に関西テレビで放送されたトーク番組である。

## 概要
タイトルにもあるように藤原紀香がMCを務めたこの番組は、ある料理店に唐突に登場するゲスト1名が持ち寄る酒を1本まるごと飲みきりつつ、藤原自身とゲストが2人きり（撮影は固定の無人カメラ数台）になり、お互いの素の部分をさらけ出すという内容だった。収録は2名分を連続して行うため、1人目が退席して2人目と入れ替わる時点で、藤原はベロベロに酔っ払っていた。また、1人目が退席しても、食卓は片付けないままで2人目の収録が行われた。
第1回に登場したゲストは歌手の大黒摩季とお笑いコンビ・FUJIWARAの藤本敏史であったが、藤本が訪れた時に持参したワインを飲んだことを藤原はすっかり酔いつぶれて忘れてしまったという逸話がある。また、第2回の冒頭で藤原が述べたところによると、初回放送後に友人やファンからの反響が藤原のもとへ殺到したが、9割は「偉い」「カッコイイ」などの絶賛、残る1割は「ショックやった」とのこと。また、陣内智則との婚約発表後にもかかわらず、ゲストの脇田寧人（ワッキー）が当人を口説く様子が放送された。

## ゲスト
- 第1回 - 大黒摩季、藤本敏史（FUJIWARA）
- 第2回 - 虻川美穂子（北陽）、脇田寧人（ペナルティ）

## 放送
この番組は関西テレビのほかに、以下の局でも放送された。
- 第1回放送分は、2006年11月14日にフジテレビと仙台放送と岩手めんこいテレビで放送された（フジテレビでは関東ローカルの深夜番組放送枠『登龍門』で放送）。他に、2007年2月17日深夜に岡山放送で、同年2月21日深夜に北海道文化放送でそれぞれ放送された。
- 第2回放送分は、2007年1月15日深夜に新潟総合テレビで、同年2月22日深夜に北海道文化放送で、同年3月10日深夜に岡山放送で、同年3月16日深夜にテレビ西日本でそれぞれ放送された。

## スタッフ
- 企画・演出・プロデュース：おちまさと
- CG：青柳敦史（cuedrop）
- 技術協力：ウイウイスタヂオ
- 編集：土井敬士（オムニバス・ジャパン）
- MA：番匠康雄
- 音効：平澤亜希（佳夢音）
- 協力：叙々苑（第1回）
- 編成：小寺健太（KTV）
- 広報：金子佳奈子（KTV）
- AP：佐藤リエ
- デスク：山上和恵
- ディレクター：さとうだいすけ
- 演出：相田貴史
- プロデューサー：加藤雅也（KTV）
- 制作協力：cuedrop
- 制作著作：関西テレビ